# صنوبر کانادایی
صنوبر کانادایی (نام علمی: Populus ×canadensis) نام یک گونه از سرده صنوبر است.